# Chapelle des Franciscaines de Rouen
La chapelle des Franciscaines est une chapelle catholique située à Rouen, en France.

## Localisation
La chapelle des Franciscaines, dédiée à sainte Anne, est située dans le département français de la Seine-Maritime, sur la commune de Rouen, au 1 rue de Joyeuse.

## Historique
Les franciscaines servantes de Marie se posent à Rouen dès 1877 puis s'étendent sur le domaine plus vaste de la rue de Joyeuse à partir de 1880.
La chapelle, avec ses salles au sous-sol et l’extension nord, est inscrite au titre des monuments historiques par arrêté du 29 novembre 2001.
En 1930, Maurice Denis y réalise une fresque dans le chœur.